# رجب أبو زيد
رجب محمد أبو زيد وشهرته رجب أبو زيد (10 سبتمبر 1943–20 مارس 2023) محامى مصري، عضو في مجلس الشعب المصري، عن الدورة البرلمانية 2005-2010، وعضو الكتلة البرلمانية لنواب الإخوان المسلمين عن دائرة شبين الكوم بمحافظة المنوفية. مواليد قرية مجيريا التابعة لمركز أشمون.

## التعليم
- ليسانس حقوق عام 1965م من جامعة القاهرة.[2]

## النشاط السياسى
- عضو مجلس الشعب عن الدائرة الانتخابية ببندر شبين الكوم محافظة المنوفية. الدورة البرلمانية 2005-2010

## العمل
- مدير الإدارة القانونية بمديرية الزراعة بالمنوفية سابقًا.
- مؤسس ورئيس جمعية التنمية بقرية مجيريا بأشمون.
- سكريتر عام الاتحاد الإقليمي للجمعيات بالمنوفية سنة 1996م.
- مؤسس ورئيس جمعية التربية الإسلامية بشبين الكوم.
- محامٍ حر.